# آمین

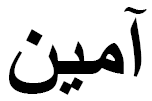
آمین در عربی

آمین (به انگلیسی: Amen) که در انگلیسی آمن تلفظ می‌شود، واژه‌ای است به معنی «به‌درستی، چنین باشد» که در ادیان یهودیت، مسیحیت و اسلام در پایان نیایش و دعا از آن بهره گرفته می‌شود.

## ریشه
ریشه این لغت باید عبری باشد زیرا قدیمی‌ترین کاربرد این لغت در قسمت قدیمی تورات (عهد قدیم) سِفْرِ تثنیه باب ۲۷ آیات ۱۵ تا ۲۶ بوده‌است.
در زبان عبری این کلمه مورد استفاده‌ای مانند تقاضای ورود به حوضه امنیت باید داشته باشد؛ زیرا که موجودی حقیر و ناچیز از لحاظ توانایی در برابر منبع عظمت و قدرت بیکرانی مانند خدا عرض نیاز می‌کند. با توجه به طرز فکر روزگاران ذکر شده باید چنین استنباطی باشد که پس از دعا از خداوند مورد نظر خواسته شود تا برآورده شدن دعا پس از عرض خواسته در محدوده ای از امنیت قرار گیرد.
یا با ورود کلمه «آمین» به مسیحیت این کلمه با حفظ ظاهر و باطن دچار تغییر اندکی از لحاظ فلسفی شده و به صورت «ایمان بدانچه گفته شد دارم» گشته‌است.
در اسلام نیز با توجه به رابطه مسلمانان عرب با مسیحیان عرب و همچنین شنیده شدن واژه به صورت روزمره در فرهنگ یهودی این لغت به آسانی پذیرفته شد تا اینکه در تفکر اسلامی «آمین» به صورت «به آنچه گفته شد ایمان دارم - تائید می‌گردد» مورد استفاده قرار گرفت.
فرضیه‌های مختلف در مورد اصل این کلمه وجود دارد. یکی این است که آن را از آمین (آمون) رادیوم، خدای خورشید مصر مشتق شده‌است. دیگر این است که از حروف اختصاری عبری ال Melech Neeman، که به معنی وفاداری به شاه (در مفهوم خدا). ریشه عبری م ن به معنی حمایت از امن و قابل اعتماد می‌باشد.